# Řitka

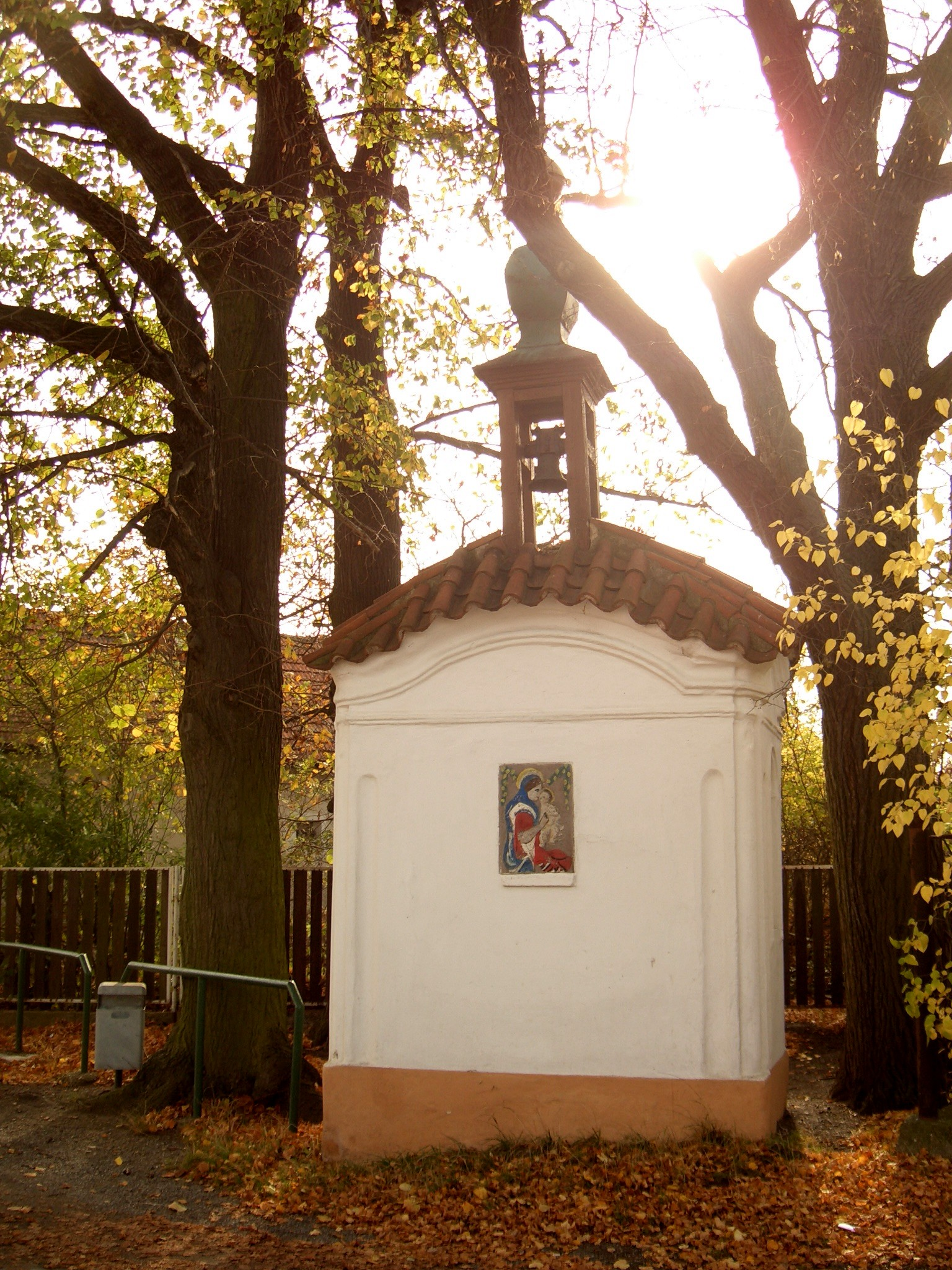
Kapelle

Řitka (deutsch Ritka, älter auch Jegerdorf) ist eine Gemeinde in Tschechien. Sie liegt vier Kilometer nordöstlich von Mníšek pod Brdy und gehört zum Okres Praha-západ.

## Geographie
Řitka befindet sich am Fuße der Hřebeny in den nordöstlichen Ausläufern der Brdská vrchovina. Im Dorf entspringt der Bach Všenorský potok. Nördlich erheben sich der Chlum (445 m), die Červená hlína (467 m) und der Kámen (414 m), im Nordosten die Homolka (369 m), südlich die Hora (448 m), im Südwesten der U Červeného kříže (548 m), westlich die Babka (506 m) und der Strážný vrch (507 m) sowie im Nordwesten der Hvíždinec (476 m). Am südlichen Ortsrand verläuft die Schnellstraße R 4 zwischen Zbraslav und Mníšek pod Brdy. 
Nachbarorte sind Brunšov, Dobřichovice und Černolice im Norden, Mlýnec, Nový Dvůr, Potoky, Na Homolce, Všenory, Jíloviště und V Remízku im Nordosten, Varadov, Jiráskova čtvrť, Klínec, Sloup und Líšnice im Osten, Vandrlice, Čtvrt Svatopluka Čecha und Bojov im Südosten, Čisovice, Rymaně, Bažantnice und Lucký Mlýn im Süden, Mníšek pod Brdy, Skalka, Na Rovinách, Rochota und Hatě im Südwesten, Halouny, Svinaře und Lhotka im Westen sowie Řevnice, Lety pod Lesem und Lety im Nordwesten. 

## Geschichte
Es wird angenommen, dass Řitka im Jahre 1310 unter dem Namen Jegerdorf in einer Schenkungsurkunde für das Zisterzienserkloster Königsaal über dem Wald bei Jegerdorf und Glynz (silva versus Jegerdorf et Glynz) erstmals erwähnt ist. Weitere Meinungen gehen jedoch davon aus, dass Jegerdorf ein früherer Name für Bojov oder Černolice war bzw. dass es sich um ein später erloschenes Dorf im Tal des Baches Bojovský gehandelt hat. 
Im Jahre 1387 wurde erstmals ein zu den Karlsteiner Lehn gehöriges Dorf Lhotka genannt Rzytka (Lhotka dicta Rzytka) erwähnt. Dessen Besitzer waren von 1399 bis 1416 die Brüder Vaněk und Jakub Řitka von Lhota (Řitkové ze Lhoty). Möglicherweise leitet sich der Ortsname von dem damals in Mittelböhmen präsenten Geschlecht der Řitka von Bezdědice ab, dessen bekanntester Vertreter Janek Řitka war. Die Söhne von Jakub Řitka verkauften das Gut an Nikolaus Gfeller von Sachsengrün ( Mikuláš Kfelíř ze Zakšova). Dessen Schwiegersohn Adam Rosendorfer von Plagwitz schenkte das Gut der Kapelle Allerheiligen auf der Prager Burg. Seit 1416 ist eine Feste nachweisbar, sie erlosch in der zweiten Hälfte des 16. Jahrhunderts. Der Ortsname wurde ab 1481 auf Rzytka verkürzt. Im Jahre 1489 wurden die einst freien Bauern von Rzytka dem örtlichen Hof robotpflichtig gemacht. Sie waren aber nicht gewillt, sich der  Untertänigkeit zu unterwerfen und verließen ihre Gehöfte. Zu den zahlreichen Besitzern des Gutes gehörte später u. a. Václav Vranovský von Doubravice, der es 1561 für 300 Schock Groschen Jan Věžský von Limuz ( Johann Wiezsky von Ljmuc) veräußerte. Seit 1544 lag das ganze Dorf wüst, bewirtschaftet wurden nur die Grundstücke der Feste, deren Vorwerkshof und die Brauerei. Jan Věžský ließ das Dorf wiederbesiedeln und im Wald an der Passauer Straße eine Schankwirtschaft für die durchreisenden Fuhrleute errichten, in der sein Bier ausgeschenkt wurde. Die neue Schänke wurde gut angenommen, sehr zum Nachteil der beiden Kretschen in Čísovice und der  Mníšeker Wirtshäuser. Ab 1571 wurde auch die Namensform Rzidka verwendet. Im Jahre 1586 verklagte der Besitzer der Herrschaft Mníšek, Graf Wratislaw von Mitrowitz, Jan Věžský erfolgreich wegen unberechtigtem Ausschank an einem Platz, der zuvor Wald war. Trotz der Untersagung des Schanks bestand die strittige Schänke weiterhin, da Jan Věžský das Gut zwischenzeitlich an Daniel  Hrobschitzky von Hrobschitz verkauft hatte. Im Jahre 1595 wurde sie schließlich geschlossen. An Stelle der wüsten Feste entstand in der Mitte des 17. Jahrhunderts ein Barockschloss. Im 17. Jahrhundert erwarb Georg Alexius Načeradský das Gut, hundert Jahre später gehörte es Prokop Graf von Kolowrat. Ab 1787 war Georg Gustav Freiherr von Skronsky und Budčow Besitzer von Řitka. Er verkaufte das Gut an Franz Quolfinger von Steinsberg. Nach dessen Tode fiel das Gut 1804 an die Hofkammer heim. 1829 wurde Jacob Schmiedel Freiherr von Schmieden durch Kaiser Franz I. mit dem Gut Řitka belehnt.
Im Jahre 1845 umfasste das im Berauner Kreis gelegene Gut Řidka eine Nutzfläche von 657 Joch 1025 Quadratklafter. Herrschaftliches Forstrevier war Bučina. Ein Steinbruch lieferte Pflastersteine nach Prag und Schotter für die Passauer Straße. Einzige Ortschaft des Gutes war das gleichnamige Dorf Řidka. Dieses bestand aus 44 Häusern mit 353 Einwohnern, darunter einer jüdischen Familie. In Řidka gab es ein obrigkeitliches Schloss, einen obrigkeitlichen Meierhof mit Schäferei, ein obrigkeitliches Bräuhaus, ein obrigkeitliches Jägerhaus sowie ein Wirtshaus. Abseits lag eine Chalupnerwirtschaft, die früher eine Mühle war. Pfarrort war Lischnitz. Bis zur Mitte des 19. Jahrhunderts war Řidka das Amtsdorf des gleichnamigen Gutes. Das Nachbardorf Weselka war nach Mnischek untertänig.
Nach der Aufhebung der Patrimonialherrschaften bildete Řídká ab 1850 einen Ortsteil der Gemeinde Mníšek im Gerichtsbezirk Zbraslav. Ab 1868 gehörte das Dorf zum Bezirk Smichow. Am 4. Juni 1870 verkaufte Franziska Schmiedel von Schmieden das Gut an Karl Leopold Klaudi und dessen Frau Karoline. 1876 wurde das Dorf auf Wunsch der Bewohner der Gemeinde Lišnice angeschlossen. Der heutige Ortsname Řitka wird seit 1924 verwendet. Řitka und Veselka lösten sich 1924 von Lišnice los und bildeten die Gemeinde Řitka. 1927 wurde das Dorf dem Okres Praha-venkov, 1942 dem Okres Praha-venkov-jih und 1949 zum Okres Praha-jih zugeordnet. Im Jahre 1932 lebten in Řitka mit Veselka 350 Personen. 1948 wurde der Großgrundbesitz der Elisabeth von Brandis enteignet und verstaatlicht. Řitka und Veselka wuchsen in der zweiten Hälfte des 20. Jahrhunderts zu einer Einheit zusammen. Durch die gute Verkehrsanbindung über die Schnellstraße R 4 und seine landschaftlich reizvolle Lage an den Hřebeny wuchs Řitka zu einer bevorzugten Prager Vorstadtsiedlung an.

## Gemeindegliederung
Für die Gemeinde Řitka sind keine Ortsteile ausgewiesen. Zu Řitka gehören die Ortslage Veselka (Wesselka) und die Siedlung Mlýnec.

## Sehenswürdigkeiten
- Barockschloss Řitka, erbaut um 1650. Nach der Enteignung der Familie Brandis im Jahre 1948 diente das Schloss als Depot. Es befindet sich heute im Besitz von Jan Pospíšil, einem Nachfahren der Familie Brandis und wird als Hotel genutzt.
- Kapelle

## Persönlichkeiten
- Lata von Brandis (1895–1981), sie lebte ab 1897 auf Schloss Řitka
- Helena Vondráčková, die Sängerin lebt in Řitka
- Roman Vojtek, der Schauspieler lebt in Řitka